# Cantonul Vieux-Habitants
Cantonul Vieux-Habitants este un canton din arondismentul Basse-Terre, Guadelupa, Franța.

## Comune
- Vieux-Habitants: 7611 locuitori (reședință)
- Baillif: 6315 locuitori